# Sun Jingdžje
Sun Jingdžje (poenostavljeno kitajsko: 孙英杰; tradicionalno kitajsko: 孫英傑; pinjin: Sūn Yīngjié), kitajska atletinja, * 19. januar 1979, Sudžiatun, Šenjang, Liaoning, Ljudska republika Kitajska.
Nastopila je na poletnih olimpijskih igrah leta 2004, kjer je dosegla šesto mesto v teku na 10000 m in osmo v teku na 5000 m. Na svetovnih prvenstvih je v teku na 10000 m osvojila bronasto medaljo leta 2003, na azijskih prvenstvih pa naslova prvakinje v tekih na 5000 m in 10000 m leta 2003. Leta 2005 je prejela dvoletno prepoved nastopanja zaradi dopinga.